# Svarttjärnen (Ljusdals socken, Hälsingland, 687102-149730)
Svarttjärnen är en sjö i Ljusdals kommun i Hälsingland och ingår i Ljusnans huvudavrinningsområde.